# Metacatharsius anomalus
Metacatharsius anomalus là một loài bọ cánh cứng trong họ Bọ hung (Scarabaeidae).